# Arno Frankfort
Arno Frankfort (1944) is een Nederlandse politicus van de VVD.

## Werk
Voorafgaand aan zijn werk in het openbaar bestuur was Frankfort leraar geschiedenis en aardrijkskunde aan de openbare MAVO-school aan de Beatrixstraat te Doesburg. Vanaf 1979 was Frankfort actief voor de VVD in de gemeente Doesburg, van 1979 tot en met 1982 als bestuurslid, aansluitend tot en met 1990 als fractievoorzitter en vervolgens tot en met 1995 als wethouder en locoburgemeester met onder meer financiën in zijn portefeuille. Samen met partijgenoot Henk Kets was hij verantwoordelijk voor de bouw van het overdekte zwembad in Doesburg, medio 1994.
Van 1995 tot en met 1998 was hij burgemeester van de gemeente Heteren en in grotendeels dezelfde periode, van 1995 tot en met 1999 was hij tevens lid van de Provinciale Staten van Gelderland.
Vanaf december 1998 was hij burgemeester van de gemeente Veghel. Op 1 juli 2008 trad hij af uit deze functie na een vernietigend rapport over de gemeentelijke organisatie, bestuurlijke aansturing en een verziekte cultuur ten gemeentehuize en ging hij met pensioen.
Per 21 juli 2010 is Frankfort benoemd als waarnemend burgemeester van de gemeente Maasdriel ter tijdelijke vervanging van de zieke Ada Boerma-van Doorne. Per 1 mei 2011 legt Frankfort zijn functie als waarnemer neer.

## Sport en nevenfuncties
Frankfort was een waterpolospeler. In Doesburg was hij trainer/coach bij de Doesburgse Watersport Vereniging. Ook in een reeks van nevenfuncties hield Frankfort zich met de sport bezig. Zo was hij voorzitter van onder meer de Doesburgse Watersport Vereniging, Sportservice Noord-Brabant, Topsport Regio Tilburg, het Olympisch Netwerk Brabant, Topsport Brabant en vicevoorzitter van de Nederlandse Jeu de Boules Bond. Zijn nevenfuncties hadden niet uitsluitend betrekking op sport. Hij vervulde tevens bestuursfuncties bij het Recreatieschap Oost-Gelderland, de Streekmuziekschool Over-Betuwe, het Brabants instituut voor School en Kunst, de Vereniging Brabantse Gemeenten en de GGD Hart voor Brabant.

## Onderscheidingen
Op 25 april 2008 is Frankfort onderscheiden als Ridder in de Orde van Oranje-Nassau. De versierselen werden hem uitgereikt door Hanja Maij-Weggen, Commissaris der Koningin in de Provincie Noord-Brabant.